# Abdullah Frères

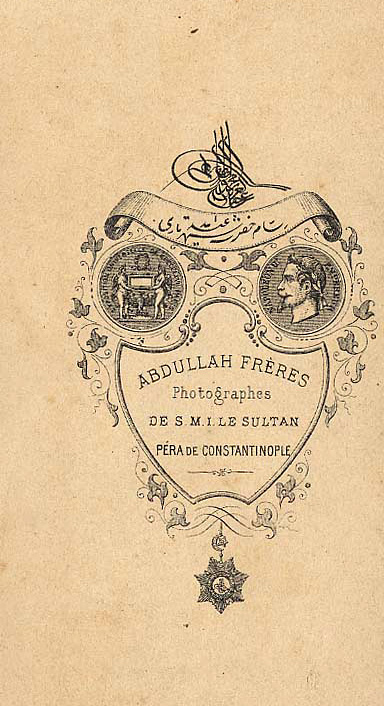
Markenzeichen der Abdullah Frères

Abdullah Frères war ein Fotostudio in der osmanischen Hauptstadt Konstantinopel, das in den Jahren 1858 bis 1900 im Stadtteil Pera bestand. Die Mitarbeiter waren die Hoffotografen des türkischen Sultans.
Die armenischen Brüder Viçen (auch Vhichen) (1820–1902), Hovsep (1830–1908) und Kevork Abdullah (1839–1918) wurden im Jahre 1863 Hoffotografen des osmanischen Sultan Abdülaziz danach von Abdülhamid II. Sie waren bevollmächtigt, die Tughra (das Monogramm) der Sultane zu führen. Die Brüder führten zwischen den Jahren 1866 und 1895 ein Studio in Kairo. Das Geschäft verkauften die Brüder im Jahre 1900 an die Firma Sébah & Joallier in Konstantinopel.
In den Jahren von 1880 bis 1893 fotografierten die Brüder nicht nur in den verschiedenen Stadtteilen von Konstantinopel wie Pera oder Sirkeci, sondern im gesamten Osmanischen Reich. Diese Fotos sind in der 51 Bände umfassenden Sammlung des osmanischen Sultans Abdülhamid II. enthalten, die dieser 1893 den USA schenkte und die sich heute in der Library of Congress befindet.

## Weitere Fotoarbeiten
- Constantinople, Smyrna, Beyrouth, Baalbec, Damascus. 86 Abzüge auf Albuminpapier im Format 36 × 46 cm, 1860/1890.